# Vallariopsis
Vallariopsis és un gènere monotípic de fanerògames de la família de les Apocynaceae. Conté una única espècie: Vallariopsis lanceifolia (Hook.f.) Robert Everard Woodson. És originari de l'oest de Malàisia.
Vallariopsis lanceifolia va ser descrita per (Hook.f.) Robert Everard Woodson i publicat a Philippine Journal of Science 60: 228. 1936.